# Philipp Horcher

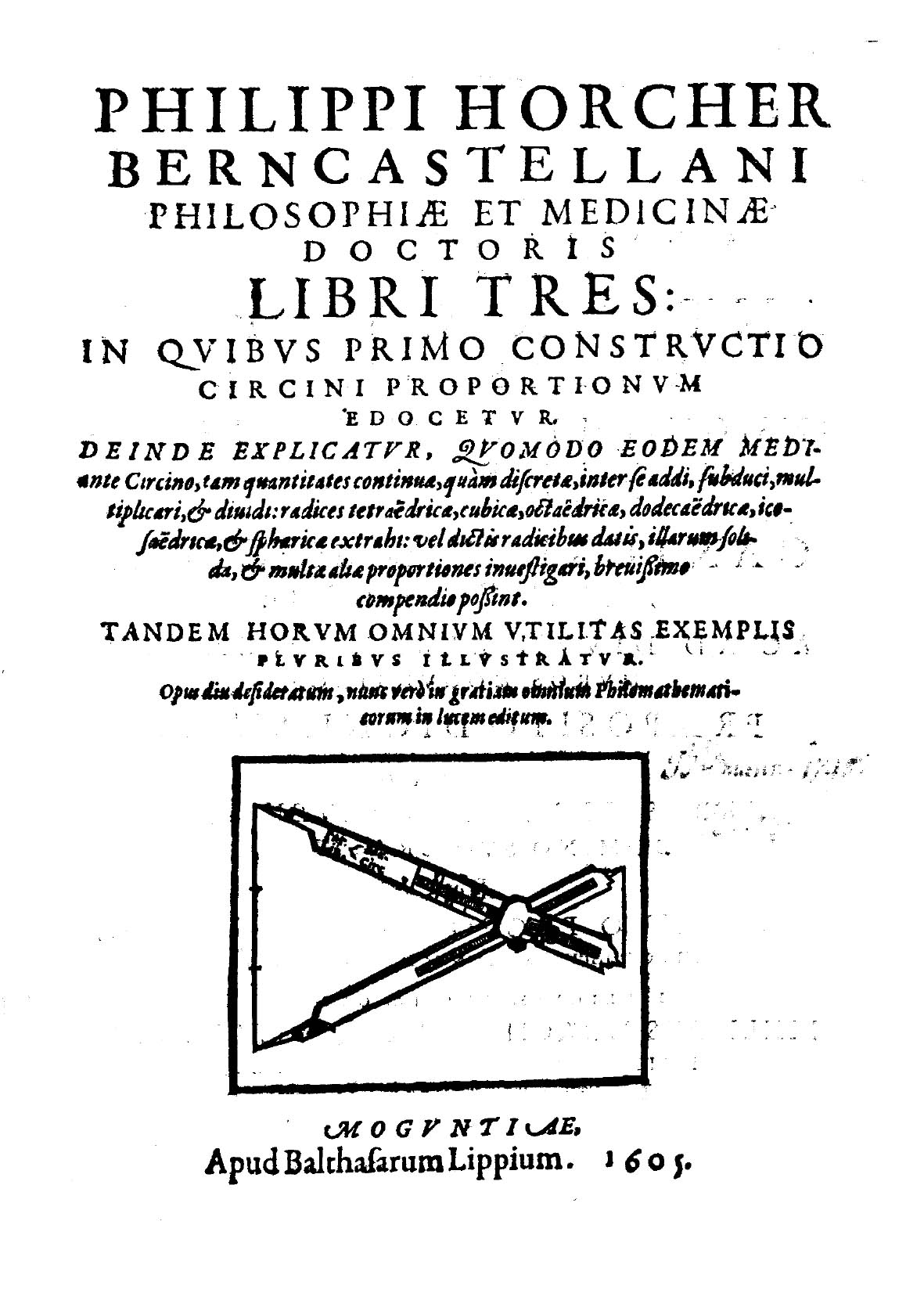
Tructio circini proportionum edocetur, 1605

Philipp Horcher (Bernkastel-Kues, XVI secolo – XVII secolo) è stato un filosofo e medico tedesco.

## Opere
- (LA) Philipp Horcher, Libri tres in quibus primo constructio circini proportionum edocetur. deinde explicatur, quomodo eodem mediante circino, tam quantitates continuae, quam discretae, inter se addi, subduci, multiplicari, et dividi, Moguntiae, Balthasar Lipp, 1605. URL consultato il 14 giugno 2015.